# Torre del Padrón
La Torre del Padrón es una torre almenara situada en el litoral del municipio de Estepona, en la provincia de Málaga, Andalucía, España.
Tiene planta circular con una base de 7,35 metros de diámetro y una altura de 12 metros. Está situada en la margen derecha de la desembocadura del río Padrón. Fue construida en la segunda mitad del siglo XVI. 
Al igual que otras torres almenaras del litoral mediterráneo andaluz, la torre formaba parte de un sistema de vigilancia de la costa empleado por árabes y cristianos y, como las demás torres, está declarada Bien de Interés Cultural. En la costa de Estepona existen 7 de estas torres. 